# Euryconus enderleini
Euryconus enderleini är en insektsart som beskrevs av Aulmann 1912. Euryconus enderleini ingår i släktet Euryconus och familjen rundbladloppor. Inga underarter finns listade i Catalogue of Life.